# Langué-Peulh
Langué-Peulh est une localité située dans le département de Bokin de la province du Passoré dans la région Nord au Burkina Faso.

## Santé et éducation
Le centre de soins le plus proche de Langué-Peulh est le centre de santé et de promotion sociale (CSPS) de Sarma tandis que le centre médical départemental (CM) est à Bokin et le centre médical avec antenne chirurgicale (CMA) de la province est à Yako.